# 45. østlige længdekreds
Den 45. østlige længdekreds (eller 45 grader østlig længde) er en længdekreds, der ligger 45 grader øst for nulmeridianen. Den løber gennem Ishavet, Europa, Asien, Afrika, det Indiske Ocean, det Sydlige Ishav og Antarktis.